# Plagiomnium affine
 Plagiomnium affine  (Syn. Mnium affine) ist eine in Mitteleuropa häufige Laubmoosart aus der Familie der Mniaceae. Im Deutschen wird die Art auch Gewöhnliches Sternmoos oder Verwandtes Kriechsternmoos genannt.

## Beschreibung
Plagiomnium affine ist ein Laubmoos, welches bis 10 cm groß werden kann. Es wächst niederliegend oder aufsteigend. Seine Stämmchen sind jedoch oft herabgekrümmt. Plagiomnium affine ist verflacht beblättert. Seine rundlichen Blätter sind eiförmig und am Rand deutlich gesägt oder gezähnt. Die Blattrippe endet kurz unter oder in der Blattspitze. Die großen, bis zu 1 mm langen, sechseckigen Laminazellen sind etwa 1,5- bis 2-mal länger als breit und stets (häufig undeutlich) getüpfelt. Die fertilen Pflanzen sind schopfig beblättert und bilden ein bis drei Sporogone aus, die aus der gleichen Blattrosette wachsen.

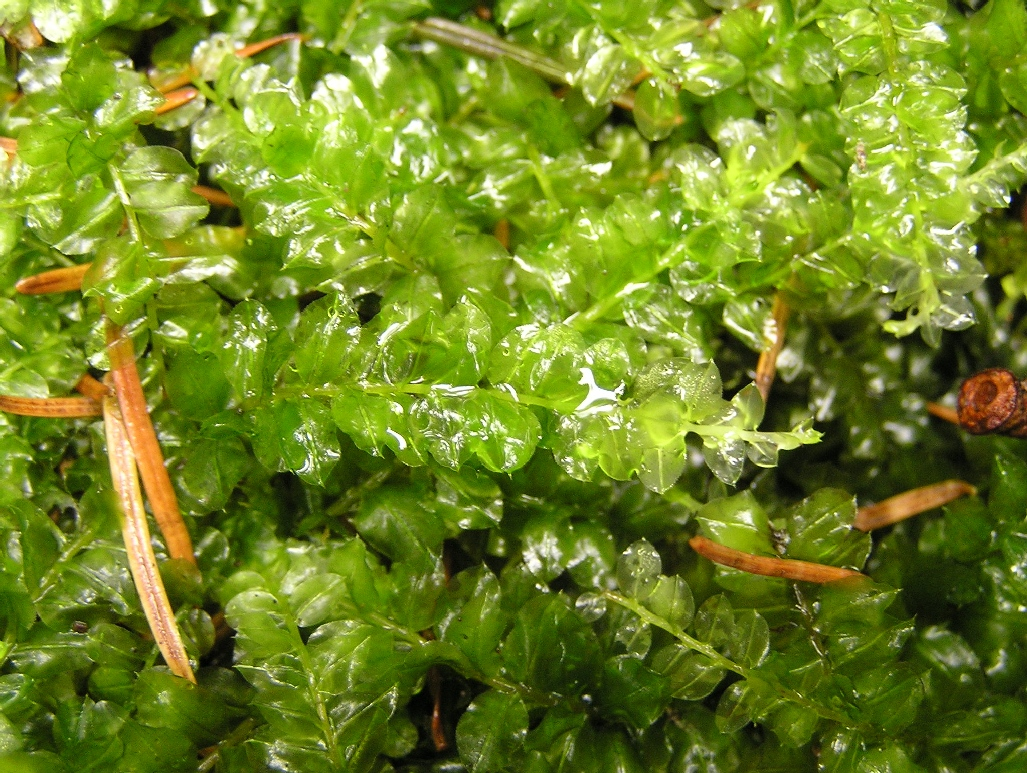
Sterile Sprosse
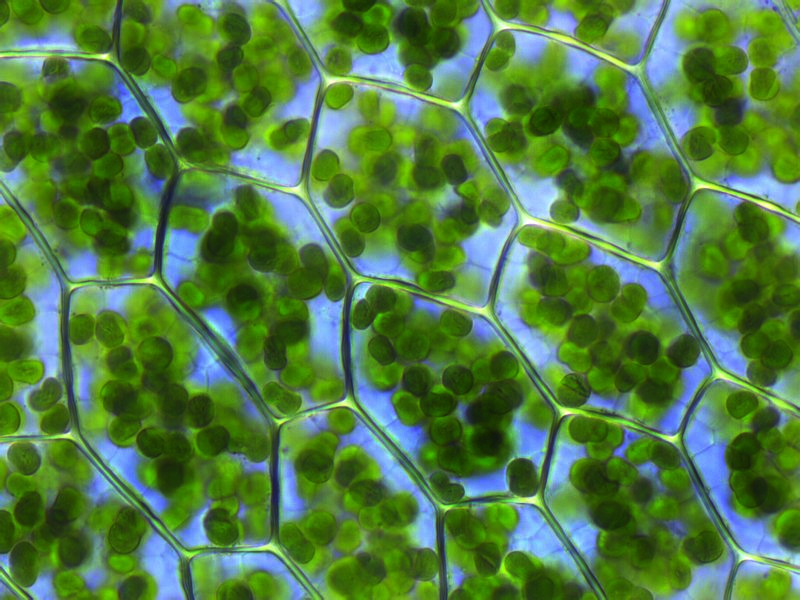
Getüpfelte Laminazellen mit Chloroplasten
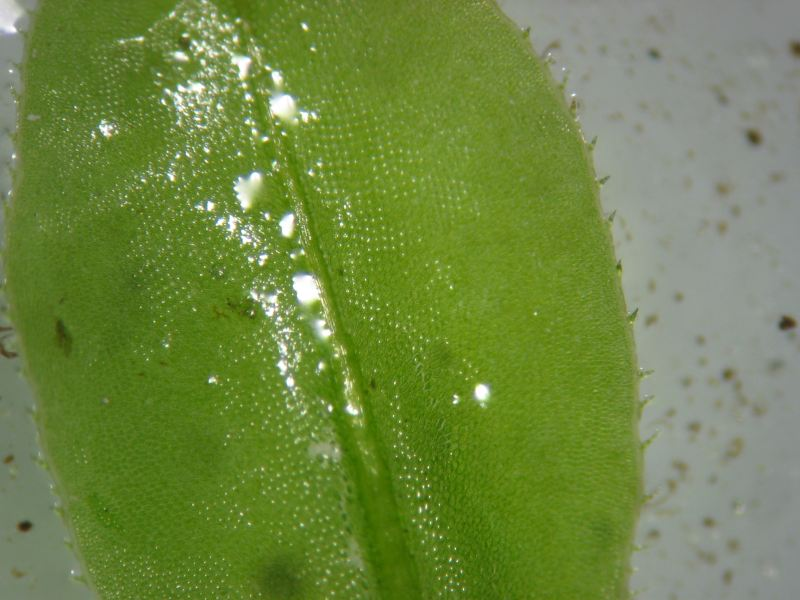
Gezähnter Blattrand

## Verbreitung
Plagiomnium affine ist ein häufig vorkommendes Moos. Es bevorzugt feuchte, meist nährstoffreiche Waldböden. Es wächst an schattigen Stellen im Wald, kommt jedoch auch an Wegrändern, auf übererdeten Felsen oder in Böschungen vor. Seine Verbreitung liegt hauptsächlich in den kühl-temperaten Lagen Europas und Asiens.